# Distrito de Pariahuanca (Huancayo)
El distrito de Pariahuanca es uno de los veintiocho distritos que conforman la provincia de Huancayo, ubicada en el departamento de Junín, bajo la administración del Gobierno Regional de Junín, en el Perú. Considerada como la primera zona de la agrobiodiversidad de la sierra central, limita por el norte con la provincia de Concepción; por el este con el distrito de Santo Domingo de Acobamba; por el sur con el departamento de Huancavelica; y, por el oeste con el distrito de Huancayo.
Desde el punto de vista jerárquico de la Iglesia católica forma parte de la arquidiócesis de Huancayo.

## Historia
Fue creado por la ley sin número del 15 de enero de 1864, en el gobierno de Juan Antonio Pezet.

## Geografía
Tiene una extensión de 617,5 kilómetros cuadrados y una población estimada superior a los 10 000 habitantes.

## Capital
Tiene como capital a la junta vecinal de LAMPA. El cual está administrado por 7 miembros, en los cargos de presidente, vicepresidente, secretario, tesorero, vocal de seguridad ciudadana, vocal de ornato, vocal de asuntos sociales y dos suplentes.

## Autoridades

### Municipales
- 2015-2018[2]
  - Alcalde: Ing. Mesias Quispe Gamarra, de Acción Popular (AP).
  - Regidores: Bailón Estrada Guerra (AP), Aníbal Untiveros Véliz (AP), Anita Córdova Estrada (AP), Nehemías Néstor Olivera Paccuri (AP), Luis Rubén Huaringa Ricse (Fuerza 2011).
- 2011-2014[3]
  - Alcalde: Mesías Quispe Gamarra, de Acción Popular (AP).
  - Regidores: Héctor Luis Rafael Vásquez (AP),  Josué Rojas Gamarra (AP), Keli Magali Balvín Avilez (AP), Margarita Chávez Aysona (AP), Eliseo Basilio Ávila Limas (Perú Posible).
- 2007-2010
  - Alcalde: Oscar Rubén Janampa Cotera.

### Policiales
- Comisaría 
  - Comisario: Sgto. PNP Pedro Onsihuay

### Religiosas
- Archidiócesis de Huancayo[4]
  - Arzobispo: Mons. Pedro Barrego Jimeno, SJ.
- Parroquia[5]
  - Párroco:

## Festividades
Mes de Marzo Cambio de trueque Semana Santa es en la madrugada de domingo de Ramos en la plaza de Armas de Lampa durante todos los años. Antes se realizaban el REZACUY en la iglesia a cargo de un resante que se practuicaba las oraciones y en momentos de recreo se jugaban cantando saitanacullay juegos de chicote caliente, chapadera, escondidas, etc. a plena luz de la Luna de noche aquella vez no había electricidad.
Mes de agosto Fiesta Patronal Santo Domingo de Guzmán del 4 de agosto de todos los años se realiza: Día 3 de agosto víspera, llegada de los capitanes que hacen sus ingresos a la plaza de lampa luego de dar dos vueltas se van a las casa a cenar el rico shacteo(comida típica del pueblo) y sus mates de manayupa, etc. saludos a las autoridades y quema de castillos; baile general hasta la madrugada. 4 de agosto día central procesión de las andas del santo patrón Santo Domingo de Guzmán acompañado por las bandas de músicos de 4 priostes, luego bautizos, luego chicochico dulces para los niños dando la vuelta con la banda de músicos  y baile general hasta las 10 de la noche. día 5 de agosto corrida de toros en el estadio de Lampa, asisten la población de distintos lugares del distrito e incluso llegan desde Lima y otras ciudades del Perú para esa fiesta de encuentro de festividad con los residentes que llegan para confraternizar esos días. día seis de agosto entrega de cargo a los nuevos priostes para el siguiente año con la costumbre de siempre.
Mes de Diciembre Danzantes de tijeras había los concursos en la plaza de Lampa en adoración al niño Jesús que visitaban a la Iglesia católica los famoso danzantes de la eposca fueron Atuccha, Alicate, Antonio de huasapá, y el padre del agente de Santiago de suntol. 
Mes de Mayo Cruz de Mayo allí bailaban los Llamichos Agustín Alhua de Huasapa el más gracioso con su participación, Martín Alhua(Ex sacristan de la Iglesia católica de Lampa).